# Kraagdragers
De kraagdragers (Hemichordata) zijn een stam van het dierenrijk behorende tot de Deuterostomata, mogelijk nauw verwant aan de Chordata. De stam kent 117 soorten.

## Beschrijving
Deze ongewervelden vertonen enkele kenmerken van gewervelden. Door hun rug loopt een zenuwstreng en ze hebben spleten in de kieuwkorf, structuren die homoloog zijn aan de kieuwspleten van vissen. Het lichaam is driedelig en is samengesteld uit een lange romp, een kraag en een slurf. Hun afmetingen variëren sterk, van 12 mm tot 2,5 meter.
De vastzittende, vaak kolonievormende, Pterobranchia hebben een zakvormig lichaam op een steel, die als grijporgaan of als verbinding met de kolonie dienstdoet. Enteropneusta of eikelwormen daarentegen missen de steel. De romp eindigt hier in de anus. Hun voortplanting kan seksueel verlopen, maar fragmentatie en knopvorming behoort ook tot de mogelijkheden.

## Onderverdeling
Tot de Hemichordata behoren de Enteropneusta, de nog levende eikelwormen; de Pterobranchia, uitgestorven graptolieten en de nog raadselachtige Planctosphaeroidea waarvan alleen de larven bekend zijn. Deze groepen heeft men de taxonomische rang van klasse toegekend. De Hemichordata hebben in hun jeugdfase een structuur die wellicht homoloog is aan de chorda bij de Chordata.
Het is omstreden of de groep monofyletisch is.

## Taxonomie
- Klasse Enteropneusta (Eikelwormen)
  - Familie Harrimaniidae
    - Geslacht Harrimania
      - Harrimania borealis (Okuda & Yamada, 1955)
      - Harrimania kupfferi (von Willemoes-Suhm, 1871)
      - Harrimania maculosa (Ritter, 1900)
      - Harrimania planktophilus (Cameron, 2002)

    - Geslacht Horstia
      - Horstia kincaidi (Deland, Cameron, Rao, Ritter & Bullock, 2010)

    - Geslacht Mesoglossus
      - Mesoglossus bournei (Menon, 1904)
      - Mesoglossus caraibicus (van der Horst, 1924)
      - Mesoglossus gurneyi (Robinson, 1927)
      - Mesoglossus intermedius (Deland, Cameron, Rao, Ritter & Bullock, 2010)
      - Mesoglossus macginitiei (Deland, Cameron, Rao, Ritter & Bullock, 2010)
      - Mesoglossus pygmaeus (Hinrichs & Jacobi, 1938)

    - Geslacht Protoglossus
      - Protoglossus koehleri (Caullery & Mesnil, 1900)
      - Protoglossus mackiei (Deland, Cameron, Rao, Ritter & Bullock, 2010)
      - Protoglossus graveolens (Giray & King, 1996)

    - Geslacht Ritteria
      - Ritteria ambigua (Deland, Cameron, Rao, Ritter & Bullock, 2010)

    - Geslacht Saccoglossus
      - Saccoglossus apantesis (Thomas, 1956)
      - Saccoglossus aulakoeis (Thomas, 1968)
      - Saccoglossus bromophenolosus (King, Giray & Kornfield, 1994)
      - Saccoglossus horsti (Brambell, Rogers & Goodhart, 1941)
      - Saccoglossus hwangtauensis (Tchang & Koo, 1935)
      - Saccoglossus inhacensis (Kapelus, 1936)
      - Saccoglossus kowalevskii (Agassiz, 1873)
      - Saccoglossus madrasensis (Rao, 1957)
      - Saccoglossus mereschkowskii (Wagner, 1885)
      - Saccoglossus otagoensis (Benham, 1899)
      - Saccoglossus palmeri (Cameron, Deland & Bullock, 2010)
      - Saccoglossus porochordus (Cameron, Deland & Bullock, 2010)
      - Saccoglossus pusillus (Ritter, 1902)
      - Saccoglossus rhabdorhyncus (Cameron, Deland & Bullock, 2010)
      - Saccoglossus ruber (Tattersall, 1905)
      - Saccoglossus shumaginensis (Cameron, Deland & Bullock, 2010)
      - Saccoglossus sonorensis (Cameron, Deland & Bullock, 2010)
      - Saccoglossus sulcatus (Spengel, 1893)

    - Geslacht Saxipendium
      - Saxipendium coronatum (Woodwick & Sensenbaugh, 1985)

    - Geslacht Stereobalanus
      - Stereobalanus canadensis (Spengel, 1893)
      - Stereobalanus willeyi (Ritter, 1904; Deland, Cameron, Rao, Ritter & Bullock, 2010)

    - Geslacht Xenopleura
      - Xenopleura vivipara (Gilchrist, 1925)

  - Familie Ptychoderidae
    - Geslacht Balanoglossus
      - Balanoglossus apertus (Spengel, 1893)
      - Balanoglossus aurantiacus (Girard, 1853)
      - Balanoglossus australiensis (Hill, 1894)
      - Balanoglossus biminiensis (Willey, 1899)
      - Balanoglossus capensis (Gilchrist, 1908)
      - Balanoglossus carnosus (Willey, 1899)
      - Balanoglossus clavigerus (Delle Chiaje, 1829)
      - Balanoglossus gigas (Fr. Müller in Spengel, 1893)
      - Balanoglossus hydrocaphalus (Horst, 1940)
      - Balanoglossus jamaicensis (Willey, 1899)
      - Balanoglossus misakiensis (Kuwano, 1902)
      - Balanoglossus natalensis (Gilchrist, 1908)
      - Balanoglossus numeensis (Maser, 1913)
      - Balanoglossus occidentalis (Ritter, 1902)
      - Balanoglossus proterogonius (Belichov, 1928)
      - Balanoglossus salmoneus (Belichov, 1928)
      - Balanoglossus stephensoni (van der Horst, 1937)
      - Balanoglossus studiosorum (Horst, 1940)

    - Geslacht Glossobalanus
      - Glossobalanus alatus (Horst, 1940)
      - Glossobalanus berkeleyi (Willey, 1931)
      - Glossobalanus crozieri (van der Horst, 1924)
      - Glossobalanus elongatus (Spengel, 1904)
      - Glossobalanus hedleyi (Hill, 1897)
      - Glossobalanus marginatus (Meek, 1922)
      - Glossobalanus minutus (Kowalevsky, 1866)
      - Glossobalanus mortenseni (van der Horst, 1932)
      - Glossobalanus parvulus (Punnett, 1906)
      - Glossobalanus polybranchioporus (Tchang & Liang, 1965)
      - Glossobalanus ruficollis (Willey, 1899)
      - Glossobalanus sarniensis (Köehler, 1886)

    - Geslacht Ptychodera
      - Ptychodera bahamensis (Spengel, 1893)
      - Ptychodera flava (Eschscholtz, 1825)

  - Familie Torquaratoridae
    - Geslacht Allapasus
      - Allapasus aurantiacus (Holland, Kuhnz, Osborn, 2012)
      - Allapasus isidis (Priede, Osborn, Gebruk, Jones, Shale, Rogacheva, Holland, 2012)

    - Geslacht Torquarator
      - Torquarator bullocki (Holland, Clague, Gordon, Gebruk, Pawson & Vecchione, 2005)

    - Geslacht Tergivelum
      - Tergivelum baldwinae (Holland, Jones, Ellena, Ruhl & Smith, 2009)
      - Tergivelum cinnabarinum (Priede, Osborn, Gebruk, Jones, Shale, Rogacheva, Holland, 2012)

    - Geslacht Yoda
      - Yoda purpurata (Priede, Osborn, Gebruk, Jones, Shale, Rogacheva, Holland, 2012)

  - Familie Spengelidae
    - Geslacht Spengelia
      - Spengelia alba (Willey, 1899)
      - Spengelia amboinensis (Spengel, 1907)
      - Spengelia discors (Spengel, 1907)
      - Spengelia maldivensis (Punnett, 1903)
      - Spengelia porosa (Willey, 1898)
      - Spengelia sibogae (Spengel, 1907)

    - Geslacht Glandiceps
      - Glandiceps abyssicola (Spengel, 1893)
      - Glandiceps bengalensis (Rao, 1955)
      - Glandiceps coromandelicus (Spengel, 1907)
      - Glandiceps eximius (Spengel, 1907)
      - Glandiceps hacksi (Marion, 1885)
      - Glandiceps malayanus (Spengel, 1907)
      - Glandiceps qingdaoensis (Jianmei, 2005)
      - Glandiceps talaboti (Marion, 1876)

    - Geslacht Schizocardium
      - Schizocardium peruvianum (Spengel, 1893)
      - Schizocardium braziliense (Spengel, 1893)

    - Geslacht Willeyia
      - Willeyia bisulcata (Punnett, 1906)
      - Willeyia delagoensis (Horst, 1940)
- Klasse Planctosphaeroidea
  - Familie Planctosphaeridae
    - Geslacht Planctosphaera
      - Planctosphaera pelagica
- Klasse Pterobranchia
  - Familie Atubaridae
    - Geslacht Atubaria
      - Atubaria heterolopha (Sato, 1935)

  - Familie Cephalodiscidae
    - Geslacht Cephalodiscus
      - Cephalodiscus (Idiothecia) agglutinns (Harmer & Ridewood, 1913)
      - Cephalodiscus (Demiothecia) atlanticus (Bayer, 1962)
      - Cephalodiscus (Orthoecus) australiensis Johnston & Muirhead, 1951
      - Cephalodiscus (Demiothecia) calciformis (Emig, 1977)
      - Cephalodiscus (Orthoecus) densus (Andersson, 1907)
      - Cephalodiscus (Demiothecia) dodecocephalus (M'Intosh, 1887)
      - Cephalodiscus (Idiothecia) evansi (Ridewood, 1918)
      - Cephalodiscus (Orthoecus) fumosus (John, 1931)
      - Cephalodiscus (Idiothecia) gilchristi (Ridewood, 1906)
      - Cephalodiscus (Demiothecia) gracilis (Harmer, 1905)
      - Cephalodiscus graptolitoides (Dilly, 1993)
      - Cephalodiscus (Demiothecia) hodgsoni (Ridewood, 1906)
      - Cephalodiscus (Orthoecus) indicus (Schepotieff, 1909)
      - Cephalodiscus (Acoelothecia) kempi (John, 1932)
      - Cephalodiscus (Idiothecia) levinseni (Harmer, 1905)
      - Cephalodiscus (Idiothecia) nigrescens (Lankester, 1905)
      - Cephalodiscus (Demiothecia) sibogae (Harmer, 1905)
      - Cephalodiscus (Orthoecus) solidus (Andersson, 1907)

  - Familie Rhabdopleuridae
    - Geslacht Rhabdopleura
      - Rhabdopleura annulata (Norman, 1910)
      - Rhabdopleura compacta (Hincks, 1880)
      - Rhabdopleura grimaldi (Jollien, 1890)
      - Rhabdopleura manubialis (Jullien & Calvet, 1903)
      - Rhabdopleura mirabilis (Sars, 1872)
      - Rhabdopleura normani (Allman, 1869)
      - Rhabdopleura striata (Schepotieff)
      - Rhabdopleura vistulae (Kozlowski, 1956)
- Klasse Graptolithina (Graptolieten)  †